# マダラコウラナメクジ
マダラコウラナメクジ（斑甲羅蛞蝓、Limax maximus）は、軟体動物門柄眼目コウラナメクジ科に分類されるナメクジの一種。日本では元々は分布していない外来種である。

## 分布
原産は主にヨーロッパ。1867年に北米のフィラデルフィアで発見されたほか、南米、南部アフリカ、オーストラリアなどにも侵入している。2006年には日本でも茨城県土浦市で発見されたほか、島根県や長野県などで確認されている。また、2017年には埼玉県でも確認されている。

## 特徴
成体の体長は10-20cmである。体色は、薄い灰色、灰色、茶色または時々黄色がかった白色などである。縦に染み、または黒のまだら（斑）がある。
同時的雌雄同体であり、頭部から生殖器を出して交尾する。

参照画像
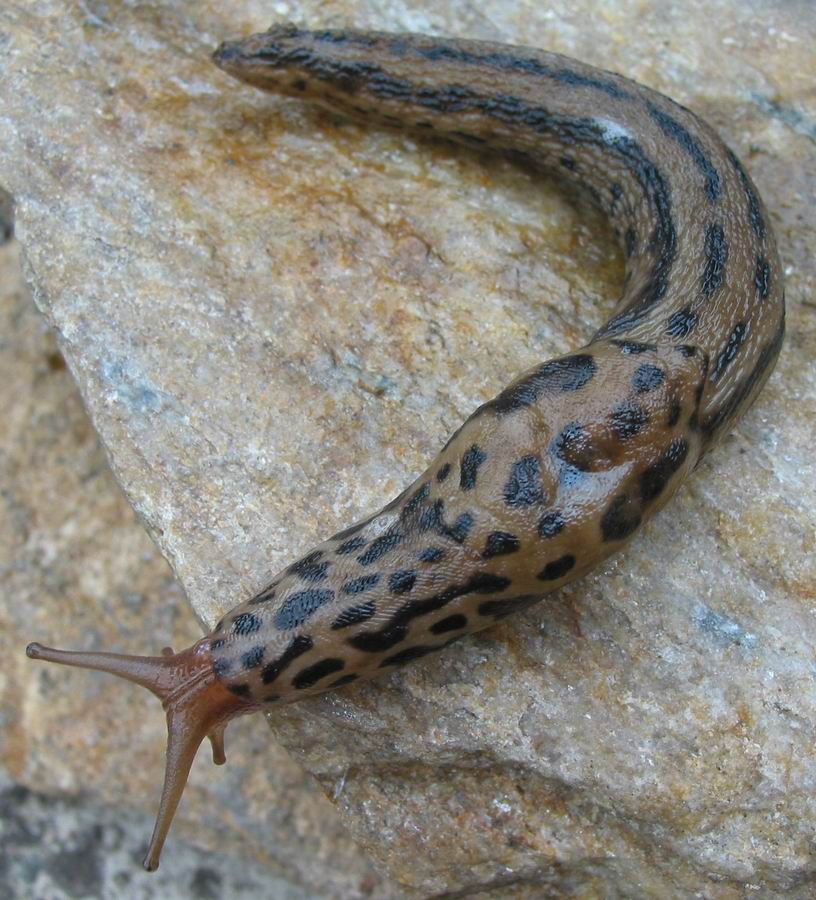
全身
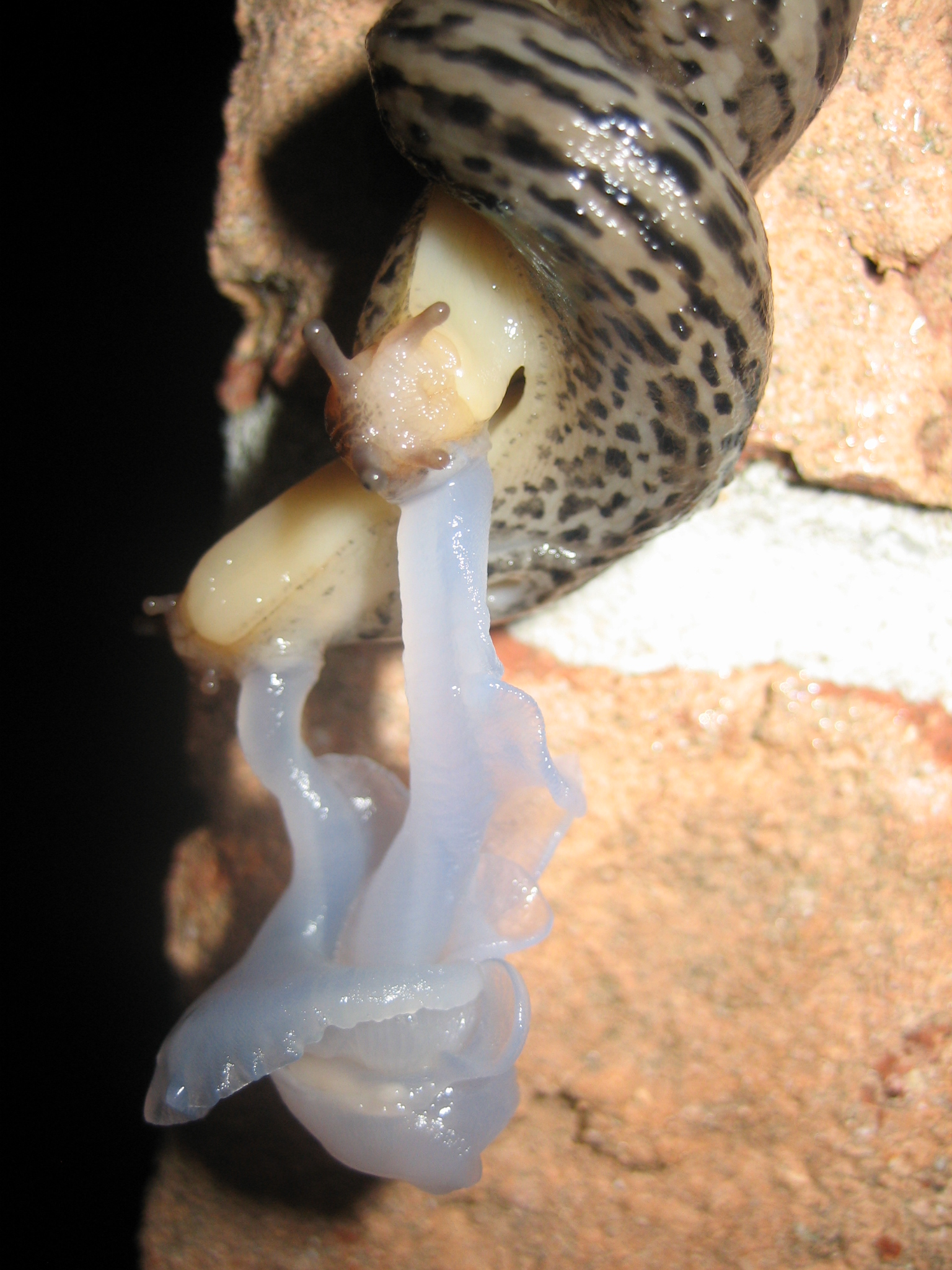
交尾。白いのはペニスである。
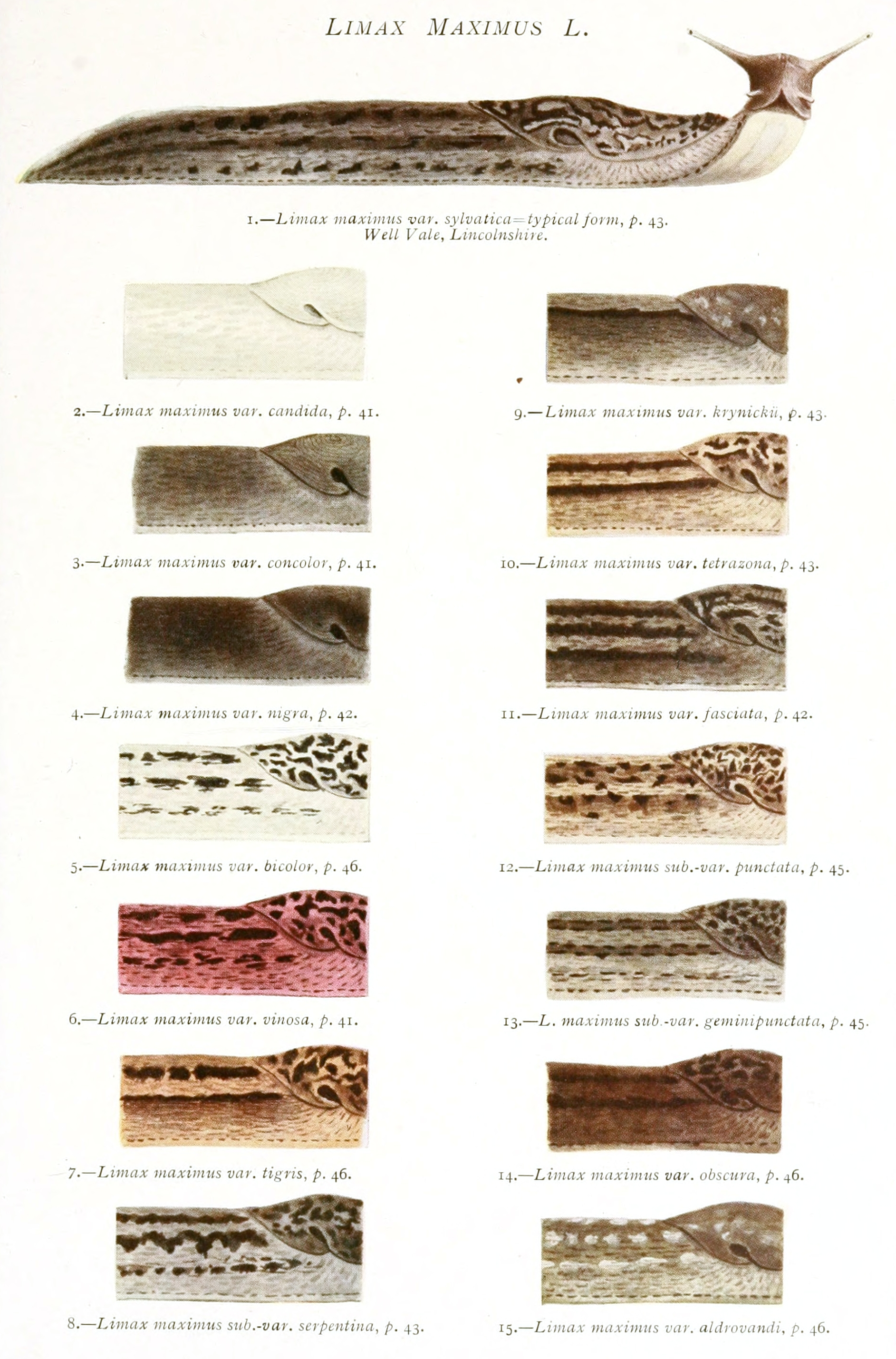
体色が様々である。

## 外来種問題
日本への侵入経路は不明であるが、輸入観葉植物などと一緒に卵などが運び込まれた可能性が推測されている。また、国立環境研究所の日本の外来種の『侵入生物データベース』では、過去に定着していた侵入生物とされている。一方、2006年に最初に発見された茨城県土浦市では若齢個体を中心とした多数の個体が見られることや、複数年にわたって確認されていることから、野外で繁殖していることは疑いないと考えられている。
前述の通り生息範囲などにわからない点が多く、栽培キノコなどを食害する農業被害が起きている。こうしたことから、京都大学助教授の宇高寛子、NHK Eテレの『サイエンスZERO』では、2018年4月よりマダラコウラナメクジの目撃情報を募集している。マダラコウラナメクジ自体の調査に加えて、過去に日本へ侵入した外来種のキイロナメクジ、チャコウラナメクジの消長と合わせて、外来生物の分布動向や、市民科学の手法を研究する目的も兼ねている。  